# 在晴朗的一天出發
《在晴朗的一天出發》（簡稱：晴朗）是香港商業電台於2004年10月4日起推出的清談時事節目，此前鋪天蓋地宣傳，分別取代雷霆881《風波裡的茶杯》（節目壽命長達十年）、叱咤903《男上女下》（晨早節目常有變動），兩台版本風格各有不同。一台首播時主持為施南生、張楚勇，後並旋即加入黃偉民、潘小濤四人搭檔。二台最初播放時由吳君如、林海峰、杜汶澤、盧覓雪共同主持，谷德昭客席代班。
主題曲從首播沿用至今，林海峰在2018年10月2日指出，音樂由梁基爵製作。
2021年1月27日，叱咤903 DJ 雲妮於節目《雲妮鍾情》透露，前商台總監俞琤某天聽到山口百惠1978年歌曲《いい日旅立ち》（中文譯名《在晴朗的一天出發》）。她認為這歌曲的中文譯名譯得十分好，決定將來以此成為早晨節目的名稱。這相信就是《晴朗》節目名稱的靈感來源。

## 歷史

### 雷霆881
一台版本標榜改革為「理性先行」，節目前身為後期由李鵬飛、梁文道、蔡東豪、蔡子強主持的《風波裡的茶杯》，並仍然設有phone-in環節。
節目最初由上午7時至10時播放(後改為7:15開始)，於2007年3月12日開始改為上午7時半至10時，2007年9月17日開始改為上午6時至10時，2011年3月7日開始改為上午6時至9時半，2012年2月6日恢復為上午6時至10時，2012年2月6日開始改為上午6時30分至10時。
節目首播時，主持人為當時加盟電台的一台台長黃偉民、潘小濤、張楚勇、施南生。
2006年末，盧覓雪曾經由二台調往一台，接替元祖主持施南生、張楚勇，2007年再由黃永加入取代。2008年，黃永成為一台新台長，掌握節目主導權，主持搭檔只留下潘小濤。惟因與前者傳不和，後者於2009年被調往晚間節目發現新大陸，從此一台時事節目主持，由昔日名嘴開咪，改為輾轉由多個名不見經傳的新晉主持短暫配合。
2012年3月27日起播出《自由言論梁振英》環節，由李慧玲以及一至兩位嘉賓主持。
2012年6月14日，黃永、楊振耀宣佈將於6月尾後離開《晴朗》。2012年7月1日起，改由李慧玲、郭志仁、麥詠宜、天旋主持。
2013年11月15日，商業電台宣佈11月18日起將由行政總裁陳志雲取代李慧玲出任主持，而李慧玲將會重返傍晚時事Phone-in節目《左右大局》，與黃潔慧一起主持。之前被調往《左右大局》的陳聰則加入《晴朗》。
隨著《左右大局》在2014年4月4日結束，由2014年4月7日起，黃潔慧加入《晴朗》，其後辭職。
2019年7月1日起，分拆上午6點30分至8點時段為新節目《晴朗早晨全餐》（英語：Clear Day Breakfast），性質有若時評節目前奏，由年青新秀搭檔，帶出時事新聞及新資訊，並附以少量獨到的角度評論。《在晴朗的一天出發》重整為僅兩小時的時政節目，定於早上8時至10時播出，集中對城中內外熱話評論、訪談。
2023年4月10日，張子君宣佈將於在4月14日後離開《晴朗》。
2024年1月1日，《在晴朗的一天出發》與《334校網》首次合作。

### 叱咤903
二台版本以「嬉笑怒罵，與時並咀」為宗旨，嘗試以較輕鬆的方式諷刺時弊，並且曾經設有不同聲音專欄，以至廣播劇。播放時間最初由上午8時至10時；2007年2月26日開始改為上午7時至10時。節目首代主持為吳君如、林海峰、杜汶澤、盧覓雪。
2007年6月中，商業電台因應將於7月1日生效的室內工作間禁煙法例，提早實施室內禁煙，杜汶澤因堅持吸煙而辭職；其後(2007年2月26日)由鄒凱光接替。
2008年8月5日，盧覓雪因不甘屢次被鄒凱光於節目中公開奚落，而於該集結束後即日辭職；8月6日起朱薰加入主持人行列。
2009年7月13日，阮子健加入叱咤903《在晴朗的一天出發》主持人行列，接替前一天調往晚間節目《一八七二遊花園》的鄒凱光。
2011年9月12日另外分拆出《早安，同學早》部份，於上午7時至8時播放，由急急子主持，原來部份安排在上午8時至10時播放。
由2012年3月5日至2012年3月26日，節目臨時突變備陣《左右亂局》，李慧玲進佔二台，率領潘小濤、朱薰、阮子健每日輪流主持。2012年3月25日香港第四屆特首選舉當天，特備節目《在選舉的一天出發 - 左右亂局》於09:00至16:00播放。由李慧玲、郭志仁、阮子健、梁美怡、朱薰主持。第四屆特首選舉後，恢復由林海峰、朱薰、阮子健主持。
| 日期          | 主持                   | 嘉賓專訪                                           | 嘉賓電話訪問           |
| ------------- | ---------------------- | -------------------------------------------------- | ---------------------- |
| 2012年3月5日  | 李慧玲、潘小濤、阮子健 | -                                                  | 劉夢熊                 |
| 2012年3月6日  | 李慧玲、潘小濤、朱薰   | -                                                  | 容永祺                 |
| 2012年3月7日  | 李慧玲、潘小濤、阮子健 | 郭妤淺(唐英年太太)                                 | -                      |
| 2012年3月8日  | 李慧玲、潘小濤、朱薰   | -                                                  | -                      |
| 2012年3月9日  | 李慧玲、潘小濤、阮子健 | -                                                  | -                      |
| 2012年3月12日 | 李慧玲、朱薰           | -                                                  | 劉夢熊、林偉強         |
| 2012年3月13日 | 李慧玲、潘小濤         | 陳冠康(港大學生會長)、張楚唏(港大學生會內務副會長) | -                      |
| 2012年3月14日 | 李慧玲、阮子健         | 李柱銘                                             | -                      |
| 2012年3月15日 | 李慧玲、潘小濤         | 葉劉淑儀                                           | -                      |
| 2012年3月16日 | 李慧玲、朱薰           | 胡定旭                                             | -                      |
| 2012年3月19日 | 李慧玲、朱薰           | -                                                  | 李柱銘、余若薇         |
| 2012年3月20日 | 李慧玲、朱薰           | 田北俊                                             | -                      |
| 2012年3月21日 | 李慧玲、朱薰           | 唐英年                                             | -                      |
| 2012年3月22日 | 李慧玲、阮子健         | 何俊仁                                             | -                      |
| 2012年3月23日 | 李慧玲、朱薰           | -                                                  | 單仲偕                 |
| 2012年3月26日 | 李慧玲、朱薰           | -                                                  | 譚耀宗、李卓人、田北俊 |

2012年12月24日主持人朱薰因放產假闊別叱咤903《在晴朗的一天出發》的主持工作，並由時任嘉賓主持潘小濤暫代空缺，並於2013年4月22日起，正式成為常任主持人。5月13日，西瓜取代急急子，主持《早安，同學早》。
2020年8月7日主持人潘小濤離開商業電台的主持工作，當日宣布盧覓雪於2020年8月10日起強勢回歸叱咤903《在晴朗的一天出發》的主持之位。

## 播放時間和主持

### 雷霆881
- 播放時間：星期一至星期五　08:00-10:00
  - 現任主持：陳志雲、郭志仁、陳聰、楊樂笙
  - 前任主持/客席主持：施南生、張楚勇、黃偉民、盧覓雪、潘小濤、黃永、阮子健、羅拉、江麗芬、魯桂欣、符靜琳、陳彥婷、麥詠宜、江慧楓、王敬蓮、林裕茵、吳詠希、吳浩賢、林子傑、黃日安、布廷瑋、楊振耀、陶傑、李慧玲、黃潔慧、陳廷暉、陳振邦、天旋、謝遜、周博賢、李兆綸、張子君

#### 《晴朗早晨全餐》
- 播放時間：星期一至星期五　06:30-08:00
  - 主持：楊樂笙、王詠瑤、關仲然
  - 前主持（包括客席暫代）：梁佩鳳、Choco、吳詠希、黃偉康、李兆綸、張子君
  - 每日不定主题（07:15-07:30）：財經是敢的、即食厚多史、齣戲袋、夠鐘上堂、早起大鐵人、朝食科技

### 叱咤903
- 播放時間：星期一至星期五　08:00-10:00
  - 主持：林海峰、阮子健、盧覓雪
  - 前代主持：吳君如、杜汶澤、鄒凱光、朱薰、潘小濤
  - 嘉賓主持：谷德昭、泰山、蘭茜、蔡文堅、張達明、謝昭仁、阿喱、黃志淙、月巴氏、彭浩翔、彭秀慧、梁柏堅、陳淑莊、余迪偉、森美、周博賢、馬啓仁、李克勤、健吾、柳俊江、魯桂欣、謝茜嘉、何利利、黃永、孔慶慇

#### 《早安，同學早》
- 播放時間：星期一至星期五　07:00-08:00（已取消）
  - 曾主持晴朗《早安，同學早》：急急子（2011年9月12日至2013年5月10日、2018年3月1日至2018年3月2日）、西瓜（2013年5月13日至2018年2月28日）

## 聲音專欄
節目內設有聲音專欄，以不同風格探討各種社會現象，在雷霆881及叱吒903各個時段播放。

### 現播放的專欄
| 主持     | 專欄名稱                               | 播放頻道         |
| -------- | -------------------------------------- | ---------------- |
| 陶傑     | 陶言無忌 （页面存档备份，存于）        | 雷霆881、叱吒903 |
| 陶傑     | 早晨陶傑（页面存档备份，存于）         | 雷霆881          |
| 陶傑     | 評天下‧陶傑 （页面存档备份，存于）     | 雷霆881          |
| 盧覓雪   | 踏破鐵鞋 （页面存档备份，存于）        | 叱吒903          |
| 陳聰     | 天下為公僕‧陳聰 （页面存档备份，存于） | 雷霆881          |
| 廖詩颺   | 評天下‧廖詩颺（页面存档备份，存于）    | 雷霆881          |
| 廖詩颺   | 近在天涯（页面存档备份，存于）         | 雷霆881          |
| 嘉賓主持 | 月金木竹（页面存档备份，存于）         | 雷霆881          |
| 楊美琪   | 雷霆音樂圈（页面存档备份，存于）       | 雷霆881          |

### 曾播放的專欄
| 主持               | 專欄名稱                                   | 播放頻道         |
| ------------------ | ------------------------------------------ | ---------------- |
| 林海峰             | 維園阿伯（页面存档备份，存于）             | 雷霆881、叱吒903 |
| 查小欣             | 在報章的娛樂版出發                         | 雷霆881          |
| 881 主持人         | 在報章的頭版出發                           | 雷霆881          |
| 881 主持人         | 在報章的財經版出發                         | 雷霆881          |
| 黃偉民             | 高談偉論                                   | 雷霆881、叱吒903 |
| 陳德廉             | 拜金講義                                   | 雷霆881          |
| 謝茜嘉             | 為晴朗的一天配樂                           | 叱吒903          |
| 張思言             | 這麼近那麼遠                               | 雷霆881、叱吒903 |
| 柳玉成             | 在晴朗的一天出選                           | 雷霆881          |
| 李永健             | 在晴朗的一天出選                           | 雷霆881          |
| 蕭思江             | 在晴朗的一天出選                           | 雷霆881          |
| 葉劉淑儀           | 在晴朗的一天出選                           | 雷霆881          |
| 蔣志偉             | 在晴朗的一天出選                           | 雷霆881          |
| 凌尉雲             | 在晴朗的一天出選                           | 雷霆881          |
| 陳方安生           | 在晴朗的一天出選                           | 雷霆881          |
| 何來               | 在晴朗的一天出選                           | 雷霆881          |
| 盧冠廷             | 不絕望 講真相                              | 雷霆881          |
| 盧冠廷             | 因為愛 不絕望                              | 雷霆881          |
| 吳君如             | 晴朗小媽咪                                 | 雷霆881          |
| 蘇施黃             | 我愛煮野蘇                                 | 雷霆881、叱吒903 |
| 盧覓雪             | 金睛火眼                                   | 雷霆881、叱吒903 |
| 老何               | 耳目北京                                   | 雷霆881          |
| 鄒凱光             | 球來球往                                   | 雷霆881、叱吒903 |
| 泰山               | 昭英講美                                   | 雷霆881、叱吒903 |
| 黃永               | 三分顏色一分黃永                           | 雷霆881          |
| 黃永               | 是日黃榜                                   | 雷霆881          |
| 黃永               | 早晨黃永                                   | 雷霆881          |
| 黃永               | 聲東擊西（页面存档备份，存于）             | 雷霆881          |
| 黃永               | 由心出發（页面存档备份，存于）             | 雷霆881          |
| 陶傑               | 三分顏色一分陶傑                           | 雷霆881          |
| 潘小濤             | 三分顏色一分小濤                           | 雷霆881          |
| 潘小濤             | 早晨小濤                                   | 雷霆881          |
| 潘小濤             | 潘小濤跨境串燒                             | 雷霆881          |
| 潘小濤             | 萬佛朝中                                   | 雷霆881、叱吒903 |
| 陳聰               | 戲裡戲外                                   | 雷霆881          |
| 陳聰               | 小小西九（页面存档备份，存于）             | 雷霆881          |
| 晴朗團隊           | 初一愛樹 十五敬老                          | 雷霆881          |
| 王永平             | 不平則鳴                                   | 雷霆881          |
| 曾鈺成             | 立會攻略                                   | 雷霆881          |
| 杜光庭             | 科技攻略                                   | 雷霆881          |
| 周鵬               | 體育精神                                   | 雷霆881          |
| 80後看八十歲後     | 80後看八十歲後                             | 雷霆881          |
| 周鵬/AK            | 南非精神                                   | 雷霆881          |
| 余若薇             | 余何備戰                                   | 雷霆881          |
| 沈旭暉             | 十大智庫                                   | 雷霆881          |
| 沈旭暉             | 這麼近那麼遠                               | 叱吒903          |
| 陸恭蕙             | 共產黨在香港                               | 雷霆881          |
| 一台綠色主持或嘉賓 | 一台綠色開枝散葉                           | 雷霆881          |
| 江麗芬             | 這麼近那麼遠                               | 雷霆881          |
| 江麗芬             | 睇樓攻略                                   | 雷霆881          |
| 881及903全體人員   | 陪你倒數迎奧運                             | 雷霆881、叱吒903 |
| 雷霆一擊小組       | 雷霆一擊                                   | 雷霆881          |
| 急急子             | 急急Morning Call（页面存档备份，存于）     | 叱吒903          |
| 急急子             | 今日開門七件事                             | 叱吒903          |
| 李慧玲             | 風吹草動（页面存档备份，存于）             | 雷霆881、叱吒903 |
| 楊振耀             | 是日抵死（页面存档备份，存于）             | 雷霆881          |
| 骷髏會             | My, My, My, 買賣買！（页面存档备份，存于） | 雷霆881、叱吒903 |
| 何利利             | 45年45轉（页面存档备份，存于）             | 雷霆881          |
| 基斯               | 每一步，海闊天空（页面存档备份，存于）     | 雷霆881          |
| 周啟生、周小君     | 同行三十年（页面存档备份，存于）           | 雷霆881          |
| 鄭兆良             | 終身美麗（页面存档备份，存于）             | 雷霆881          |
| 馮美基             | 美食教主（页面存档备份，存于）             | 雷霆881          |
| 關錦鵬             | 光影中的明星（页面存档备份，存于）         | 雷霆881          |
| 鄺美雲             | 珠光寶氣（页面存档备份，存于）             | 雷霆881          |
| 柳俊江             | 幕後新聞（页面存档备份，存于）             | 雷霆881          |
| 黎耀祥             | 我的角色（页面存档备份，存于）             | 雷霆881          |
| 林超賢             | 重裝導演（页面存档备份，存于）             | 雷霆881          |
| 藍奕邦             | 音樂烏托邦（页面存档备份，存于）           | 雷霆881          |
| 雷頌德             | 感謝音樂祭（页面存档备份，存于）           | 雷霆881          |
| 馬浚偉             | 偉然感動（页面存档备份，存于）             | 雷霆881          |
| SHINE              | 只因有你（页面存档备份，存于）             | 雷霆881          |
| 黃柏高             | 神級經理人（页面存档备份，存于）           | 雷霆881          |
| 倫永亮             | 倫住嚟整（页面存档备份，存于）             | 雷霆881          |
| 倫永亮             | 鋼琴後的倫永亮（页面存档备份，存于）       | 雷霆881          |
| 何亦文             | 跨境串燒（页面存档备份，存于）             | 雷霆881          |
| 黃潔慧             | 天下為公僕‧黃潔慧（页面存档备份，存于）    | 雷霆881          |
| 黃潔慧             | 左右大局‧黃潔慧（页面存档备份，存于）      | 雷霆881          |
| 陳聰               | 左右大局‧陳聰（页面存档备份，存于）        | 雷霆881          |
| 莊陳有             | 評天下‧莊陳有（页面存档备份，存于）        | 雷霆881          |
| 莊陳有             | 遠在咫尺（页面存档备份，存于）             | 雷霆881          |
| 何基佑             | 惡搞星期五（页面存档备份，存于）           | 雷霆881          |
| 何基佑             | C新聞現象（页面存档备份，存于）            | 雷霆881          |
| 楊崢               | 賞味世代（页面存档备份，存于）             | 雷霆881          |
| 楊崢               | 粉紅年代（页面存档备份，存于）             | 雷霆881          |
| 楊崢               | 韓圈中的楊崢（页面存档备份，存于）         | 雷霆881          |
| 麥玲玲             | 羅庚中的愛情（页面存档备份，存于）         | 雷霆881          |
| 林超英             | 英式對話（页面存档备份，存于）             | 雷霆881          |
| 西瓜               | 星期一藍色劇場 (星期一)                    | 叱吒903          |
| 西瓜               | Gwa's Wiki English                         | 叱吒903          |
| 西瓜               | YOUR BIRTHDAY SONG                         | 叱吒903          |
| 西瓜               | 早晨習作 (不定期)                          | 叱吒903          |
| 西瓜               | Hashtag (不定期)                           | 叱吒903          |
| 西瓜               | 西瓜鍾意問問題 (不定期)                    | 叱吒903          |
| 西瓜               | 愛的咕喱                                   | 叱吒903          |

## 商業一台版本

### 社會議題
一台的節目在2008年3月至2012年4月期間，每月集中跟進一個社會議題。
- 2月 - 一台綠色雷霆881無休止起動
- 3月 - 從時代廣場開始發掘全港公共空間
  - 前城規會成員詹志勇在節目內揭露，時代廣場地下範圍乃公共空間，因此881及903睛朗聯手合力爭取開放該地方給市民使用。節目內，先後請來地政總署署長譚贛蘭女士、屋宇署署長張孝威先生，以及時代廣場總經理凌緣庭作出回應。其後，再發起投票活動，要求廣場在公共空間至少提供「一樹一櫈」。此事件發生後，公共空間一詞正式廣為市民認識。發展局更需翻查資料，列出所有私人屋苑管理範圍內之公共空間，讓市民全面監察。
- 4月 - 興建兒童醫院
  - 關注香港醫療系統欠缺對香港病童特殊需要的關注，因此發起小晴朗活動，爭取香港儘快落實興建兒童醫院。先在兒童節邀請曾於多倫多病童醫院工作的港大校長徐立之，分享兒童醫院在醫療和研究的重要性，再以一個個個案揭示香港病童現時未能接受最好治療的處境。
- 5月 - 揭城門效野公園非法廢物傾倒
  - 節目揭城門效野公園存在非法廢物傾倒活動，黃永聯同區議員親身到現場視察，立法會議員李永達更曾被地方勢力人士「篤心口」警告。現時，立法會環境事務委員會已開設「打擊非法棄置廢物！ 小組委員會」展開跟進。
- 6月 - 爭取保留李小龍故居
  - 李小龍在香港的僅餘故居近年被用作為時鐘酒店，2008年，該地業主曾計劃將之拍賣。在晴朗的一天出發積極聯絡各界知名人士，聯手呼籲業主及政府保留這個具文化、旅遊特色的地方。最後，業主余彭年終放棄拍賣，更願意捐出地皮。李小龍家屬、李小龍會，以及世界各地龍迷紛紛在大氣電波發聲，支持興建李小龍綜合紀念館。
- 7月 - 監察立法會通過膠袋稅
  - 立法會審議產品環保責任條例，訂立備受爭議的膠袋徵費條文。節目先後邀請立法會議員、環保人士、商界代表以至環境局局長邱騰華討論各自立場，研討灰色地帶，監察條例早日通過，儘快落實。
- 8月 - 阻止無良校長趕學生出校
  - 有聽眾致電節目求助，揭露學校用學業成績欠佳為由勸喻學生自行退學。節目內，有關校長竟將成績表內學生升班一欄中的「N/A」稱為「Need Assessment」。而教育局亦清楚指出，學校不可用學業成績欠佳為由勸喻同學離校，更承諾會跟進被勸喻退學個案。最後，有關學生皆可於學校繼續學業。
- 9月 - 拯救東區樹王
  - 2008年8月27日赤柱發生塌樹壓死一名少女事件，事件揭示了政府管理樹木不善。節目於9月亦關注到天后皇龍道一棵有「東區樹王」之稱的細葉榕出現了生長空間嚴重不足及真菌入侵的情況，最後，康文署署長周達明在節目中承諾會地政署及運輸署商討，擴闊細葉榕旁的石屎圍牆及挖開地下蠟青讓樹根有更多生長空間。
- 10月 - 黃永赴美見證奧巴馬當選之路
  - 黃永於10月30日離港赴美，見證奧巴馬當選美國總統之路，先後到了紐約、華盛頓、佛羅里達州及弗吉尼亞州。期間亦曾到訪過民主黨及共和黨於各地的選舉總部。
- 11月 - 跟進大埔升降機飛墮事件
  - 2008年10月28日大埔富善邨善雅樓發生8條鋼纜斷7條的升降機飛墮事件，事件於11月4日被傳媒揭發，隨即惹來機電工程署於通報及維修上處理不當的指控，機電工程署署長何光偉於11月23日接受節目訪問，期間承諾會盡快檢查全港同類型升降機及檢討通報機制。
- 12月 - 爭取合和中心熄燈
  - 有灣仔住客投訴合和中心的燈光招牌嚴重影響附近居民的睡眠質素，造成人為光害，黃永及立法會議員陳淑莊到其中一個受影響住戶單位內視察，發現情況令人憂心，其後合和中心於12月12日承諾於每晚的「幻彩詠香江」後將面向居民一邊的燈飾關掉。

- 1月 - 初一愛樹：爭取制定樹木法
  - 赤柱刺桐樹壓死港大少女事件，引發全城關注保護樹木問題。節目由刺桐樹作起點，關心東區樹王，再實地視察元朗大樟樹及大澳鳳凰木的健康狀況，指出當局對樹木管理不善之弊。更聯合陳克勤議員、樹博士詹志勇，以及周錦超博士，發起招募「小晴朗樹木巡查隊」，希望由細開始，關心身邊樹木，爭取盡早訂立樹木法。此社會運動再衍生出「晴朗」長達一整年之「初一愛樹•十五敬老」系列。
- 2月 - 十五敬老：探討粵劇發展之路
  - 節目請來了一班粵劇文化界人士，包括演藝學院張秉權、大老倌阮兆輝、八和會館主席汪明荃一起探討粵劇於香港的將來發展。黃永和楊振耀於元宵節當日更與一班長者到新光戲院後台參觀。
- 3月 - 公共空間一週年，港灣豪庭實地視察
  - 黃永與立法會議員梁家傑、李永達於節目直播期間，到大角咀港灣豪庭作實地視察，期間梁家傑與李永達兵分兩路，由地下出發，比賽誰先到達四樓平台的公共空間會合黃永，沿途遇上重重困難，藉以揭示公共空間的不方便及政府於處理公共空間政策上的失當。
- 4月 - 關心中港融和 爭取中港家庭團聚簽證
  - 黃燕梅個案引發大眾再次關心中港家庭團聚問題！黃燕梅是內地人，嫁了一位香港男士，育有兩名幼子。不料在她申請單程證過程之中，丈夫不幸離世。根據現時條例，內地父母不能申請到香港照顧子女，是故黃燕梅要持自由行簽證每兩星期往返中港兩地，亦影響了兩位小朋友讀書進度。《在晴朗的一天出發》播出訪問後，入境處、社署、人大、立法會議員紛紛相助，暫時，黃燕梅可申請三個月簽證繼續照顧兩名幼子。《晴朗》亦展開了一系列跟進，請來不同中港家庭、團體、議員多角度推動中港融和。
- 5月 - 港鐵傷殘人士半費乘車優惠
  - 《在晴朗的一天出發》自08年5月起開始探討傷殘人士交通津貼問題，期間曾除陪同傷殘人士乘搭港鐵，亦積極支持「殘疾人士爭取半費優惠聯席」的活動，經過一年的爭取，港鐵終於2009年 5月21日，宣佈推出傷殘人士半價優惠，在社署登記領取100%傷殘綜援者及傷殘津貼受助人均可申請。
- 6月 - 新田強霸公家路
  - 《在晴朗的一天出發》於五月揭發新田公園非法霸路事件，該公園旁的一條公家行人路被當地居民為方便駕車回家，非法以石屎將行人路填成車路，並侵佔了旁邊公園的部分面積。黃永與立花會議員余若薇於5月25日到現場視察，並展開跟進，地政總署署長譚贛蘭於6月8日親身上節目為該事件解話，其後經立法會議員李永達連番跟進，政府終承諾接手管理該道路，並將其改建成合規格的車路。
- 7月 -正視正生
  - 正生書院申請搬遷梅窩南約區中學舊址，遭到梅窩居民強烈反對，事件引發全城關注，《在晴朗的一天出發》主持人黃永、楊振耀早於6月9日已先後到正生書院位於長洲原址及梅窩南約區中學視察，之後一個月來連番跟進，先後訪問過正生書院校監林希聖、校長陳兆焯及梅窩居民代表，為了喚起香港市民摒除偏見，以公平的眼光看待正生學生，節目於6月24日與正生書院及香港社會服務聯會合力啟動「正視正生」計劃，安排正生畢業生到各大小機構進行試工計劃，協助正生同學融入社會之餘，亦能加深社會各界對正生書院的了解，一起正視正生!
- 8月 -正視副發 第二梯隊暑假實習
  - 「在晴朗的一天出發」於八月擺下擂台，邀請各大政黨的第二梯隊，連續六個星期就政府推動的六大優勢產業進行辯論，而每週的最後生還者，將會挑戰負責各產業的政策局副局長！各政黨副發言人磨拳擦掌，為爭取與副局長對話，展開連番唇槍舌劍，為將來議政之路先進行一場熱身賽!
- 9月 -久久久 救救台灣老朋友 加油！
  - 八八水災重創南台灣，甲仙鄉小林村整條村遭土石淹沒。水災一個月後，雷霆881繼續關懷台灣民眾，「久久久但願人長久」葛民輝接受兩岸三地同胞熱心點唱，與黃永遠赴台灣為災民送上送福慰問。天災無情，人間有愛，九月九救救台灣老朋友，加油!
- 10月 - 菜園村的最後中秋
  - 政府興建廣深港高鐵，工程涉及收回石崗菜園村的土地，菜園村民被迫搬遷，《在晴朗的一天出發》團隊多番走入菜園村，了解村民「不遷不拆」旗幟背後的故事，更力促政府官員親身與村民會面，了解他們的需要及訴求，於發展之餘不忘顧及每一位市民生活，尋求村民、市民以及政府的共識，達至三贏方案。
- 11月-為港人尋找安息之所
  - 香港每年有四萬多人離世，骨灰龕位供不應求，為解決港人「死無葬身之地」的問題，香港政府提出研究將工廠大廈改建成骨灰龕，《在晴朗的一天出發》率先諮詢十八區區議會，了解各區對於將靈龕搬入工廈的意見，還請來食物及衛生局副局長梁卓偉教授，從政策層面探討靈龕位不足的問題。
- 12月 - 哥本哈根氣候變化會議
  - 氣候暖化問題日益嚴重，聯合國哥本哈根氣候變化峰會 - COP15 頓成為全球媒體關注點，《在晴朗的一天出發》率先派遣陳聰於峰會前夕前往哥本哈根直擊本港「青年氣候大使」出席由聯合國兒童基金會與哥本哈根市政府合辦的「全球青年氣候論壇」；峰會期間更貼身追訪身在當地的環保局局長邱騰華以及本港綠色環保團體代表，不斷更新COP15的最新訊息。

- 1月 - 人人不醉駕
  - 2009年平安夜，一位好老師被不負責任的酒後駕駛者奪去性命，再次引起公眾對打擊醉酒駕駛的關注，《在晴朗的一天出發》為鼓勵駕駛者提醒自覺，於除夕前推動「人人不醉駕」行動，更成功獲得太古物業及新鴻基地產旗下的停車場支持，以劃一收費讓駕駛者以較便宜的價錢通宵停泊車輛，鼓勵他們狂歡暢飲後，選擇乘搭其他交通工具離開，無需擔心泊車費用及負上醉酒駕駛的危險。
- 2月 - 河上鄉交通意外現場跟進
  - 上水幼稚園家長接送子女放學時不幸被貨櫃車撞死。黃永和楊振耀親自到現場考察，發現過路處有大樹阻礙路人視線，又沒行人過路指示，經跟進後運輸署在該段路加上安全島及更清晰的指示牌。
- 3月 - 強拍條例檢討
  - 黃永及楊振耀探訪多戶受強拍條例修訂影響的業主，以個案探討方式預示條例修訂後會出現的問題。
- 4月 - 私家路變公家路史無前例
  - 灣仔合和二期計劃牽涉把一條私家路變成公家路，政府回應時企圖以多個案例指出此非史上唯一特殊例外。黃永及楊振耀於是到政府所提出的例子考察，踢爆所有個案的性質都跟合和二期不同。政府至今仍未能解釋為何只為合和二期開此先例。
- 5月 - 五區補選論壇
  - 在晴朗的一天出發是唯一願意為補選舉行論壇的節目。
- 6月 - 無功都有能﹣功能組別議員論壇
  - 節目以連續28日的方式，邀請所有功能組別議員講述政績，並探討功能組別的前途。
- 7月 - 曾班子收尾兩年點算
  - 曾蔭權尚有兩年卸任，在晴朗的一天出發是全港首個時事節目為曾班子點算其政績及尚未完成承諾。
- 8月 - 關注精神健康
  - 黃永到訪多個關注精神健康的團體，全力支持政府計劃興建社區綜合精神健康中心，冀社區人士能夠接受，以解決這個城市日趨嚴重的問題。
- 9月 - 讉責市建局建蚊型豪宅
  - 黃永及楊振耀親自前往市建局灣仔 Queen's Cube 項目，質疑為何要用公帑支援興建謹二百平方呎而呎價過萬元的蚊型豪宅。特首其後在立法會答問大會也承認規劃出問題，而市建局最終亦承諾檢討未來的合作項目，確保不會重蹈覆轍。
- 10月 - 加零一四圍捐慈善月
  - 黃永推動商業一台仝人人人做義工及捐獻。「加零一」之意思乃希望每位香港人可以帶一位朋友行善；而「四圍捐」的意思則是：捐血、捐款、加入器官捐贈計劃、捐出時間做義工。
- 11月 - 晴朗感恩月加爾各答之旅
  - 黃永到印度加爾各答的德蘭修女之家做義工，冀推動香港人能創造出屬於自己的感恩節，以在十月的萬聖節和十二月的聖誕節中多關心身邊人。
- 12月 - 政府總部西翼解密
  - 政府打算把舊總部之西翼拆掉，黃永訪問多位嘉賓，留住他們對西翼的聲音歷史檔案，並希望古諮會成員再三考慮此大樓之價值。

- 1月 - 晴朗公道年啟動
  - 探討香港十大不公義之事，每月關懷一個特定弱勢社群。
- 2月 - 踢爆直資學校七宗罪
  - 真道書院私自扣起公帑，沒有支援貧苦學生，在晴朗的一天出發提出一套監管直資學校指引。
- 3月 - 粟米斑塊飯VS財爺
  - 黃永問財政司司長知不知道粟米石斑飯在茶餐廳賣多少錢，認為通脹不可不察。
- 4月 - 黃永瑞士愛恩斯坦之旅
  - 黃永@CERN參觀上帝粒子撞擊器。
- 5月 - 晴朗替補機制公眾諮詢
  - 政府企圖強行通過不許辭職立法會議員再參選之替補機制，在晴朗的一天出發認為機制必須先諮詢公眾，並在節目內每日收集民意。最後政府撤回方案，並承諾盡快諮詢市民。
- 6月 - 新界村屋僭建風波牽引出高官僭建連連
  - 黃永及楊振耀天天實地考察，了解僭建問題的複雜性。
- 7月 - 港人內地孕婦湧港產子
  - 探討久違了的人口政策，指出區別「單非」及「雙非」的重要性。
- 8月 - 外傭居港權分析
  - 在晴朗的一天出發指出毋用一面倒憂慮外傭居港可能帶來的負面影響，提出全面之利弊分析。
- 9月 - 36朝講36招
  - 中央惠港的三十六個項目的實際功效為何逐一拆解。
- 10月 - 晴朗門常開大使登場
  - 在晴朗的一天出發是首個時事節目派出駐門常開大樓特使，緊貼政情。
- 11月 - 杜絕種票大行動
  - 區議會選舉結束，發現多樁種票個案。黃永提出四個具體改革建議。
- 12月 - 聖誕獨居老人
  - 在晴朗的一天出發創作自製聖誕歌《聖誕獨居老人》（作曲：天旋；作詞：黃永），並組織「晴朗兒童歌詠團」，探訪東涌、天水圍及深水埗之獨居長者，奉上禮物和歌聲，送飯送暖送愛。

- 1月 - 由心出發
  - 黃永訪問了一共一千位嘉賓的奮鬥故事，橫跨五年的長篇系列結束。
- 2月 - 特首選舉台
  - 《在晴朗的一天出發》成為全港首個齊集所有行政長官選舉參選人作聲音專欄之節目。
- 3月 - 行政長官當選後首個專訪
  - 梁振英當選後率先登上《在晴朗的一天出發》接受質詢。
- 4月 - FBI教你解讀梁心
  - 黃永透過視像長途電話，找來前聯邦調查局探員 Joe Navarro 解讀梁振英、唐英年、何俊仁在特首選舉辯論中之肢體語言，分析誰的話較可信。

## 外部連結
- 一晴朗於881903.com的節目重溫版面（页面存档备份，存于）(需要付款)
- http://program.881903.com/Group/Index/4bbbc8f3-661f-4114-aa2d-fb0da5f90b2f[ 一台晴朗於881節目區的留言版] （页面存档备份，存于）
- 二台晴朗於881903.com的節目重溫版面（页面存档备份，存于）(需要付款)
- 二台晴朗《早安，同學早！》於881903.com的節目重溫版面（页面存档备份，存于）(需要付款)
- 二台晴朗於my903交流區的留言版
- 聲音專欄於881903.com的重溫版面（页面存档备份，存于）
- 傳媒記事簿（页面存档备份，存于）

| 香港商業電台 雷霆881商業節目     |                                                              |                     |
| 上一節目 風波裡的茶杯            | 在晴朗的一天出發 2004年10月4日-                              | 下一節目 -          |
| 香港商業電台 雷霆881商業節目     |                                                              |                     |
| 上一節目 在晴朗的一天出發        | 晴朗早晨全餐 2019年7月1日-                                   | 下一節目 -          |
| 香港商業電台 叱咤903商業二台節目 |                                                              |                     |
| 上一節目 男上女下                | 在晴朗的一天出發 2004年10月4日-                              | 下一節目 -          |
| 香港商業電台 叱咤903商業二台節目 |                                                              |                     |
| 上一節目 在晴朗的一天出發        | 在晴朗的一天出發 - 早安，同學早！ 2011年9月12日-2018年3月2日 | 下一節目 早! Junior |

| 前一節目： 一切從音樂開始 | 雷霆881商業節目 星期一至星期五早上6時30分至7時      | 下一節目： 晨早新聞專輯     |
| 前一節目： 晨早新聞專輯   | 雷霆881商業節目 星期一至星期五早上7時15分至上午10時 | 下一節目： 自家女皇         |
| 前一節目： 有誰共鳴       | 叱咤903商業節目 星期一至星期五早上7時至8時          | 下一節目： 在晴朗的一天出發 |
| 前一節目： 雲妮鍾情       | 叱咤903商業節目 星期一至星期五早上8時至上午10時     | 下一節目： 早霸王           |